# NGC 1832
NGC 1832 is een balkspiraalstelsel in het sterrenbeeld Haas. Het hemelobject werd op 4 februari 1785 ontdekt door de Duits-Britse astronoom William Herschel.

## Mu Leporis
Vanaf de aarde gezien bevindt het stelsel NGC 1832 zich schijnbaar een halve graad ten noordnoordwesten van de ster Mu Leporis (μ Leporis). Amateurastronomen kunnen μ Leporis aanwenden als gidsster om het stelsel NGC 1832 op te sporen.

## Synoniemen
- MCG -3-14-10
- IRAS 05098-1544
- PGC 16906